# Didier Cahen
Didier Cahen (né le 11 septembre 1950 à Boulogne-Billancourt) est un poète, essayiste et journaliste français.

## Aperçu biographique
Il a été pendant une vingtaine d’années producteur radio à France Culture. Il a rédigé des articles pour l’Encyclopédie Universalis. Il a aussi organisé des colloques en hommage à des écrivains, philosophes et poètes (Maurice Blanchot, Edmond Jabès, Jacques Derrida, André du Bouchet).
Certains de ses livres de poésie résultent d’une collaboration avec des peintres amis (Joël Paubel, Thierry Le Saëc, Claude Garache ou Gérard Garouste). Une partie de son œuvre est traduite en anglais, en italien ou en allemand.
Il est également chroniqueur au journal Le Monde (« TransPoésie », chronique de poésie mensuelle).
Il a été invité à plusieurs reprises par des universités américaines (Chicago, Columbia, New York, université de Californie à Santa Barbara) pour des cycles de conférences.
Il a été pendant 20 ans directeur de la vie étudiante du lycée privé Sainte-Geneviève de Versailles (« Ginette »), établissement de classes préparatoires aux grandes écoles.

## Distinctions
- Officier de l'ordre des Arts et des Lettres
- Membre associé de l'Académie des sciences morales, des lettres et des arts de Versailles et d'Île-de-France depuis 2014[3]

## Poésies
- D’œil plurielles, Paris, éd. J.L. Poivret, 1978
- Séjours, Toulon, éd. Spectres familiers, Toulon, 1985
- Il est interdit d’être vieux, Paris, éd. J.L. Poivret, 1989
- La largeur d’un pied d’homme, Paris, éd. Fourbis, 1990
- Un roman infini, Marseille, éd. Spectres familiers, 1991
- A world in prose, Chicago, éd. J. Martone, 1992
- Un monde en prose, Rennes, éd. Apogée, 2003, avec une lithographie de Gérard Garouste
- Trois jours, co-éd. La Canopée/La Rivière échappée, 2012, avec 2 gravures de Claude Garache
- Bien-être, éd. La Canopée, 2013, avec 5 lithographies de Thierry Le Saëc
- Les sept livres, La Lettre Volée, 2013
- Romance avec Philippe Blache, Le livre pauvre D. Leuwers, 2014
- Scènes avec Gérard Garouste, 2015
- Le peu des hommes, St Benoît du Sault, Tarabuste, 2016
- Déjà vu, St Benoît du Sault, Tarabuste, 2019
- Du bout des doigts avec Monique Frydman, éd. La Canopée, 2020
- Contes d'avant l'heure, St Benoît du Sault, Tarabuste, 2021
- Anthologie TransPoésie Le Monde, Po&psy, 2021
- ... qui hante les bocages (autour du travail de Joël Paubel), éditions Illador, 2022

## Essais et textes dans ouvrages collectifs
- Edmond Jabès, Paris, éd. Belfond, 1991. Traductions partielles en anglais, allemand et italien.
- « Une idée de l’œuvre », in Und Jabès, Stuttgart, éd. Legueil, 1994
- « Écrire sa vie », in Portrait(s) d’Edmond Jabès, Paris, éd. BnF, Bibliothèque nationale de France, 2000
- « L'unique passage », in Saluer Jabès, Bordeaux, éd. Opales, Bordeaux, 2000
- « Derrida : a new space for philosophy », in Derrida & Education, Londres & New York, éd. Routledge, 2001
- Qui a peur de la littérature ?, Paris, éd. Kimé, 2001. Traduction partielle en anglais.
- Edmond Jabès, Paris, éd. Seghers/Laffont, coll.  « Poètes daujourd’hui », 2007
- « Primeurs... », in Figures du dehors. Autour de Jean-Luc Nancy, Nantes, Éd. Cécile Default, 2012
- « Aimer du Bouchet » in Présence d’André du Bouchet, Colloque de Cerisy, Paris, Hermann, 2012
- « Aimer Jabès » in Edmond Jabès : l’exil en partage, Paris, Hermann, 2013
- À livre ouvert, préface de Jean-Luc Nancy, Paris, Hermann, 2013
- Trois pères – Jabès, Derrida, du Bouchet, Lormont, Éditions Le bord de l'eau, 2019
- Mémoires (pour Bernard Stiegler) in Amitiés de Bernard Stiegler, Galilée, 2021

## Articles
Il a publié et continue de publier régulièrement des articles sur la littérature, la poésie et la philosophie dans des revues et magazines (Europe, Études, L’Étrangère, etc.).
Plusieurs articles et études lui ont été consacrés, notamment :
- « Lettre à Didier Cahen », in Jacques Derrida, Chaque fois unique, la fin du monde, Paris, éd. Galilée, 2003
- Le Figaro Magazine, samedi 4 mars 2006 (spécial Versailles p. X)
- La littérature française au présent, Dominique Viart et Bruno Vercier, Paris, éd. Bordas 2005, p. 437 ; rééd. 2008